# Shanghai Disneyland
Ne pas confondre le parc à thème et le complexe autour nommé Shanghai Disney Resort.
 (septembre 2021).
Shanghai Disneyland est un parc à thèmes de la Walt Disney Company, de 90 hectares de superficie, ouvert le 16 juin 2016. Il est situé dans la ville nouvelle de Chuansha, dans le district de Pudong, à Shanghai, en Chine. Il est le deuxième parc Disney à ouvrir dans le pays après le Hong Kong Disneyland dont l'ouverture date de 2005. Le parc d'attraction forme avec le Toy-Story Hotel et le Shanghai Disneyland Hotel, le complexe Shanghai Disney Resort. Shanghai Disneyland constitue le 6e Royaume Enchanté et le 12e parc à thèmes de la Walt Disney Company.
Le Shanghai Disneyland est détenu par l'État chinois au travers du Shanghai Shendi Group (57 %), et est géré par la Walt Disney Company détenant le reste des parts (43 %).
La réalisation a nécessité un investissement total de 4,87 milliards d’euros, complexe Disney le plus cher de l'histoire et le plus grand des Royaumes enchantés de Disney avec une superficie de plus de 90 hectares.
Au cours de l'année 2023, le parc a accueilli 14,0 millions de visiteurs ce qui le place à la 3e place asiatique et la 5e place mondiale. Depuis son ouverture, il a été distingué deux fois par un Thea Award, un prix mondial décerné par la Themed Entertainment Association en 2017 dans la catégorie Attraction pour Pirates of the Caribbean: Battle for the Sunken Treasure et pour Camp Discovery.

## Dédicace
« To all who come to this happy place, welcome. Shanghai Disneyland is your land. Here you leave today and discover imaginative worlds of fantasy, romance and adventure that ignite the magical dreams within us all. Shanghai Disneyland is authentically Disney and distinctly Chinese. It was created for everyone, bringing to life timeless characters and stories in a magical place that will be a source of joy, inspiration, and memories for generations to come. »
— Robert A. Iger, June 16, 2016.

« À tous ceux qui arrivent dans cet endroit enchanté, bienvenue. Shanghai Disneyland est votre pays. Ici, vous quittez aujourd'hui et découvrez des mondes imaginaires faits de fantaisie, de romance et d'aventure, qui font s'enflammer les rêves magiques au fond de nous tous. Shanghai Disneyland est authentiquement Disney et nettement chinois. Il a été créé pour tous, donnant la vie aux personnages et aux histoires intemporels dans un lieu magique qui sera source de joie, d'inspiration et de souvenirs pour les générations futures. »

— Robert A. Iger, 16 juin 2016.

## Historique
Le 3 novembre 2009, le Walt Disney Parks, Experiences and Products annonce l'approbation du projet Shanghai Disneyland par le gouvernement chinois.

Le 12 janvier 2016, le groupe annonce l'ouverture du complexe dont le parc pour le 16 juin 2016,,. Le 7 mai 2016, Shanghai Disneyland ouvre partiellement. L'inauguration officielle du parc Shanghai Disneyland et de Shanghai Disney Resort est célébré sous la pluie le 16 juin 2016,,et diffusée en direct via Facebook et Disney Channel. La cérémonie, présidée par Bob Iger (directeur général de la Walt Disney Company), s'est déroulée sous la forme de performances musicales, acrobatiques et pyrotechniques. Plusieurs personnalités chinoises, comme le pianiste Lang Lang qui interpréta une reprise de Libérée, délivrée au piano et la chanteuse Sun Li participèrent au spectacle. Le compositeur et chef d'orchestre Tan Dun a dirigé l'Orchestre symphonique de Shanghai avec une composition de la chanson Ignite the Dreamer Within, écrite spécialement pour l'ouverture de Shanghai Disneyland. Le 5 septembre 2016, le parc annonce sa première nouvelle attraction depuis l'ouverture, Tron Realm une exposition de concept-car de Chevrolet qui ouvre le 20 septembre 2016,.

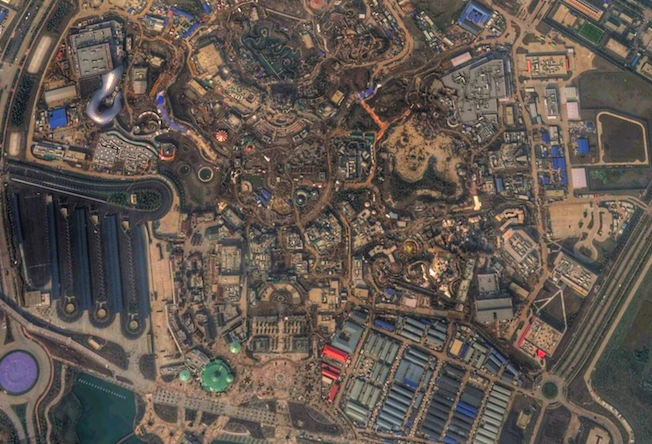
Le parc vu par satellite peu avant son ouverture.

Le 16 juin 2017, Shanghai Disneyland annonce 11 millions de visiteurs pour sa première année d'exploitation. Le 6 décembre 2017, Shanghai Disney Resort annonce l'ouverture du Toy Story Land pour avril 2018. Le parc accueille en 2017, pour sa première année d'exploitation complète 11 millions de visiteurs, il se place directement à la 8e place mondiale des parcs d'attractions en nombres de visiteurs.
L'année 2018 est marqué par l'ouverture de Toy Story Land, il s'agit d'un nouveau land proposant 3 nouvelles attractions. Ces nouveautés permettent une augmentation de l'affluence puisque 11,8 millions de visiteurs franchissent les portes du parc.
Le 22 janvier 2019, Shanghai Disneyland annonce la construction d'une zone sur le thème du film Zootopie,,. Cette année 2019 sans nouveauté provoque une légère baisse de la fréquentation du parc, avec 11,21 millions de visiteurs.
L'année 2020 subit les conséquences dues à la pandémie de Covid-19, avec des périodes de fermeture et des mesures limitant sa capacité. L'analyse du rapport 2020 de la Themed Entertainment Association souligne que la fréquentation du parc diminue de 50,9 % passant de 11,21 millions en 2019 à 5,5 millions. La moyenne mondiale se chiffre à 67,2 % et à 57,9 % en Asie. Jusqu'alors à la cinquième place des parcs asiatiques en termes de fréquentation, Shanghai Disneyland dépasse ses concurrents et devient le parc le plus visité du continent.

## Le parc à thèmes
Le parc est un « royaume enchanté » conçu par Walt Disney Imagineering, filiale de Disney imaginant et supervisant la construction des parcs et des attractions Disney. De nombreuses fonctionnalités habituelles des royaumes enchantés de Disney ont été repensées ou sont absentes du parc Disneyland de Shanghai pour répondre aux préférences des visiteurs chinois.
On peut noter dans les absences majeures du parc la non-présence du Disneyland Railroad et d'un merlon de terre autour du périmètre pour masquer le monde extérieur à la vue des clients. Une évolution est apportée à Main Street U.S.A. qui devient la Mickey Avenue pour introduire les visiteurs chinois aux personnages de Disney. Certains land sont réinventés tel que Adventureland en Adventure Isle, et Frontierland en Treasure Cove.
En ce qui concerne la disposition du parc comparée aux autres Disneyland, la disposition de ce parc est inversée. Par exemple Adventure Isle (Adventureland) est sur le côté droit, tandis que Tomorrowland est placé sur le côté gauche.
Au centre du parc, devant le château du parc on trouve une nouveauté le Garden of the Twelve Friends, il s'agit un jardin paysager de 11 acres (44 515 m2) servant d'esplanade centrale sur le thème des 12 signes du zodiaque chinois mais avec des personnages Disney et Pixar.
Contrairement au Hong Kong Disneyland, qui fut construit d'après le Disneyland de Californie le Shanghai Disneyland a été dessiné selon le même concept que Disneyland Paris. L'objectif ici était donc de créer de toutes pièces un nouveau Royaume Enchanté et non pas de copier un ancien parc. Disney ne voulait pas répéter la même erreur qu'à Hong Kong car ce dernier a beaucoup souffert de son manque d'originalité auprès du public.

### Mickey Avenue
Mickey Avenue joue le rôle de la rue piétonne principale normalement alloué à Main Street, USA dans les autres parcs Disneyland. Elle s'en différencie par le fait qu'elle n'est pas une voie typique des villes du Midwest du 20e siècle mais une inspiration de Mickey's Toontown, ce n’est donc plus un hommage à l’enfance de Walt, mais à l’histoire de Disney. Son style architectural unique mêle inspirations victoriennes et art déco, avec de multiples références à l'univers de Mickey Mouse grâce à une esthétique axée sur l'imaginaire. Ici les personnages de Disney sont mis en avant pour les introduire dans la culture chinoise, car ils sont relativement inconnus des visiteurs chinois.

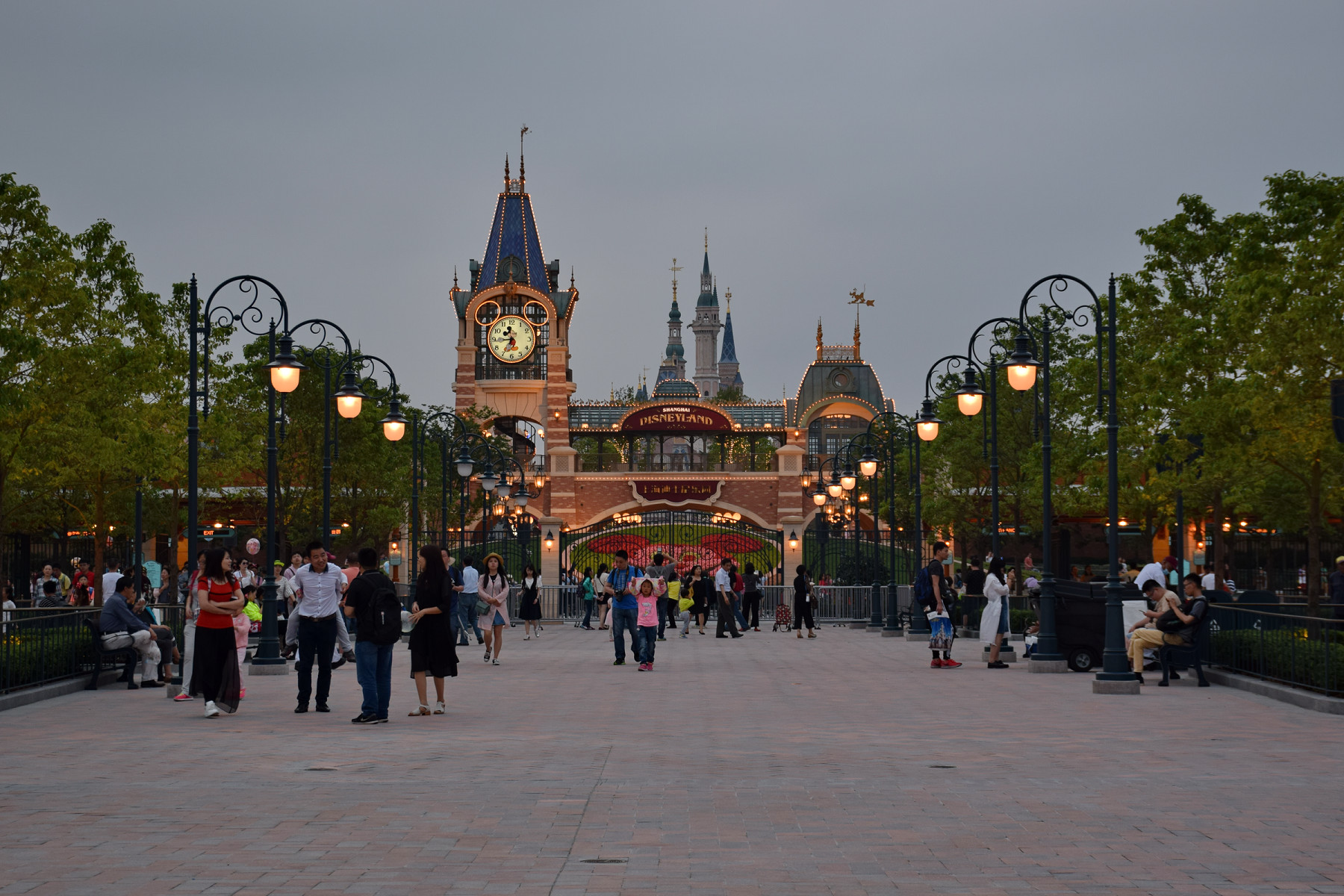
L'entrée du parc.

Cependant on retrouve beaucoup de similitudes entre la Mickey Avenue et Main Street, U.S.A., l'entrée est par exemple inspirée de celle du Disneyland originel. Le visiteur fait donc face en entrant dans le parc à une jardinière en forme de Mickey, il doit ensuite aussi passer sous les arches d'un bâtiment. Cet édifice placé en hauteur, abrite dans les autres parcs Disneyland, la gare du Disneyland Railroad, mais il ne s'agit ici que d'un point de vue.

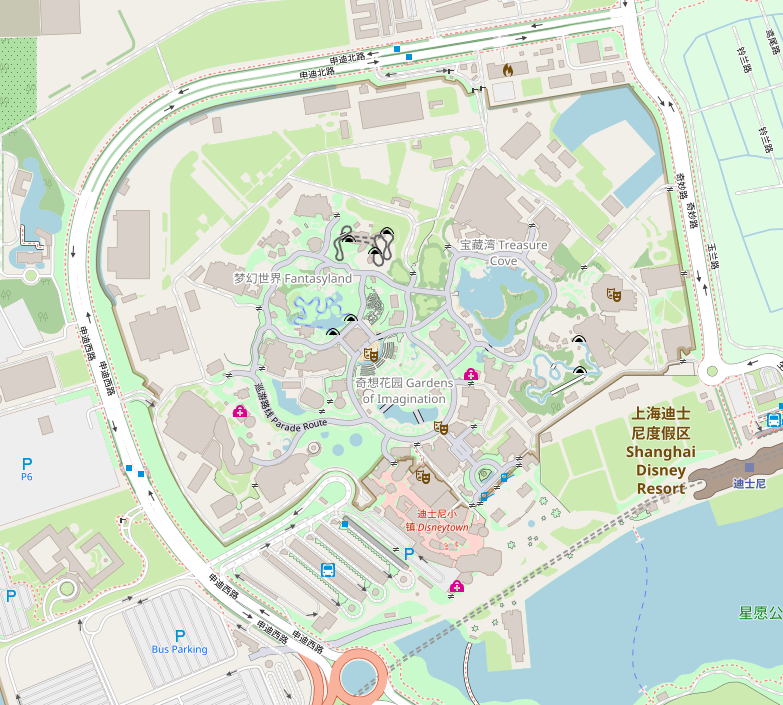
Plan du parc.

En pénétrant dans la Mickey Avenue, le visiteur découvre alors une avenue offrant une perspective sur l'Enchanted Storybook Castle et possédant de nombreuses boutiques et restaurants. On y retrouve la principale boutique du parc Avenue M Arcade, un studio photo Laugh-O-Grams Photo Studio, un entrepôt Flower Street qui porte le nom de la rue de Walt Disney Imagineering en Californie, mais aussi une évocation au film Ratatouille avec Remy’s Patisserie. L'avenue rassemble donc tout du long comme Main Street, USA des boutiques et restaurants réels, des entreprises fictives servant à la thématique et des points de rencontre avec les personnages Disney. Cependant elle diffère principalement de Main Street, USA en étant plus courte et dans le fait de s'ouvrir pour border les Gardens of Imagination.

#### Restaurants
- Mickey & Pals Market Café est un restaurant proposant de la nourriture asiatique, chinoise, occidentale et des snacks dans un décor industriel.
- Remy's Patisserie est une boulangerie française inspirée du film Ratatouille, remplacée par CookieAnn Bakerie Café.
- Il Paperino est un glacier qui vous fera voyager en Italie en compagnie de Donald Duck.
- Chip & Dale’s Treehouse Treats est un snack-bar proposant des noix grillées, du maïs soufflé, et des boissons sur le thème de Tic et Tac.

#### Boutiques
- Avenue M Arcade est la plus grande boutique généraliste du parc.
- Carefree Corner est une boutique sur la photographie.
- Sweethearts Confectionery est une boutique spécialisée dans les instruments de cuisine et la décoration de maison.
- Whistle Stop Shop est une boutique de souvenirs sur le thème du train.
- Lucky Express est un stand de ventes de jouets.

### Gardens of Imagination
Gardens of Imagination est le cœur du parc, il s'agit d'un land naturel et coloré qui remplace la place centrale normalement présente dans les autres Disneyland. Cette place qui offre une vue dégagée sur le Enchanted Storybook Castle, permet un accès direct à l’ensemble des lands du parc, hormis le Disney·Pixar Toy Story Land.

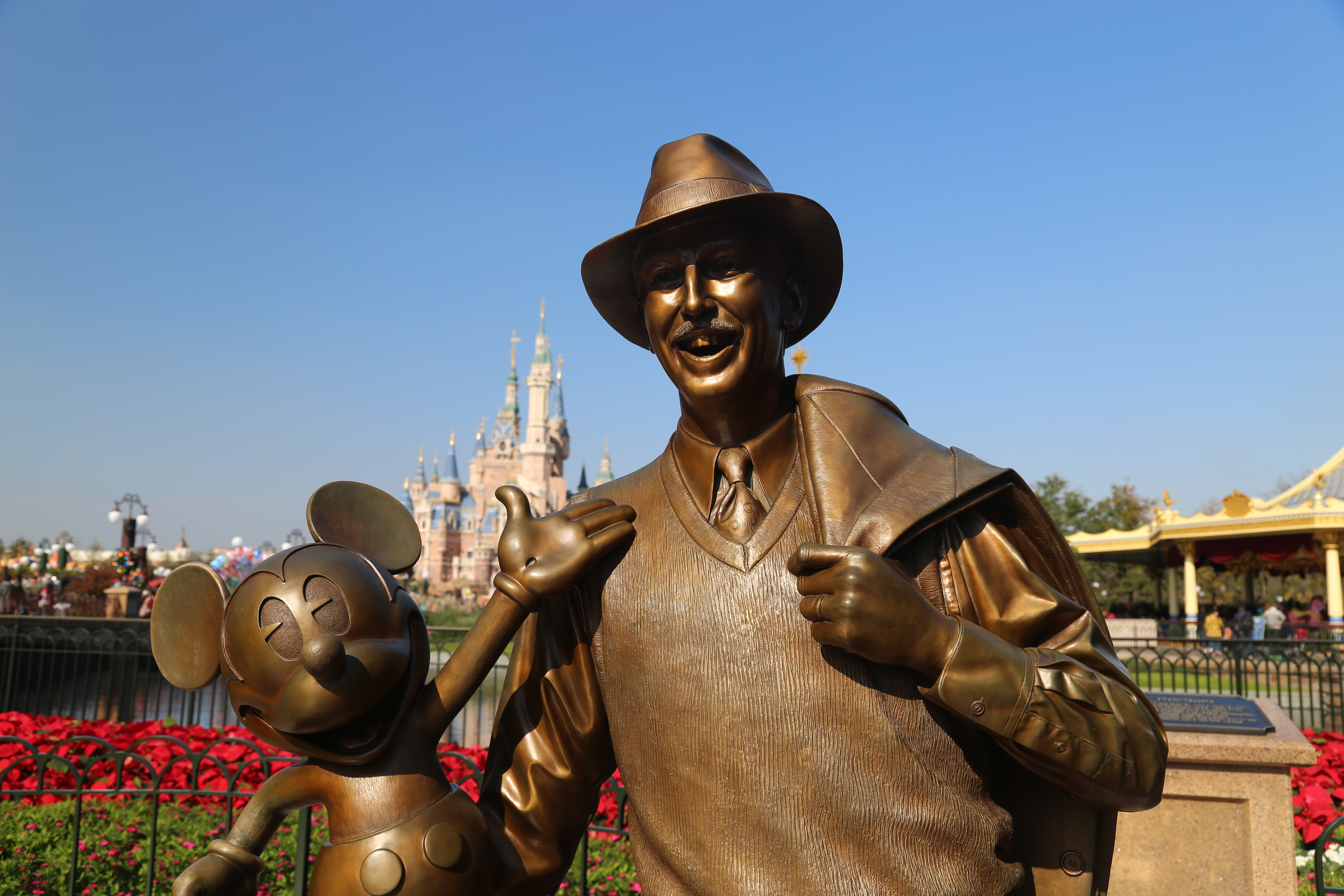
La statue Storytellers à l'entrée des Gardens of Imagination.

Il s'agit d'un tout nouveau hub qui n'existe dans aucun des autres royaumes enchantés de Disney. Il comprend sept jardins sur le thème de la Chine tout en proposant des activités divertissantes, des expositions florales et boisées mais aussi des spots photos amusants. Garden of the Twelve Friends est l'un de ces jardins, on y retrouve 12 mosaïques murales représentant les 12 signes du Zodiaque chinois dans leur version Disney. Ce land propose aussi deux attractions habituellement présentes dans Fantasyland, le Fantasia Carousel et Dumbo the Flying Elephant. Un peu à l'écart du land les visiteurs peuvent aussi rencontrer des personnages Marvel et découvrir les différentes armures de Iron Man dans le Marvel Universe.
Ce lieu central propose différents spectacles tout au long de la journée, parmi ces spectacles on trouve la parade Mickey's Storybook Express, il s'agit d'un défilé avec une bande-son musicale et des artistes colorés, qui se déroule sur le plus long parcours de parade d'un parc Disney. On peut aussi découvrir plusieurs spectacles se déroulant devant le château comme le spectacle nocturne et pyrotechnique Ignite the Dream – A Nighttime Spectacular of Magic and Light. Car la nuit tombée, l'ambiance de Gardens of Imagination change grâce à de la musique, à une cascade de lumières scintillantes et aux projections sur le château dû au spectacle nocturne.

#### Attractions
- Dumbo the Flying Elephant nous embarque sur le dos de Dumbo dans un manège tournant autour d'un axe central.
- Ignite the Dream est un spectacle nocturne pyrotechnique, musical et de projections, présenté tous les soirs à l'horaire de fermeture du parc.
- Mickey's Storybook Express est une procession quotidienne de chars et de personnages présentant différents thème de l'univers de Disney.
- Fantasia Carousel permet de chevaucher un cheval magique dans le monde féérique de Fantasia, avec vue sur les Gardens of Imagination.
- Garden of the Twelve Friends est un jardin proposant une série de mosaïques représentant les animaux du zodiaque chinois avec des personnages Disney.
- Golden Fairytale Fanfare est un spectacle dans un univers doré, devant le Enchanted Storybook Castle, sur le thème des princesses et des chansons Disney.

#### Rencontres de personnages
- Marvel Universe vous permet de découvrir une galerie présentant des accessoires tirés des films Marvel, de visiter le laboratoire de Tony Stark pour voir l’évolution des différentes armures de Iron Man, mais aussi de rencontrer des super-héros de l'univers Marvel.
- Meet Mickey in Gardens of Imagination propose une rencontre avec Mickey dans un bâtiment qui lui est dédié.

#### Restaurants
- Wandering Moon Restaurant est un restaurant chinois.
- Timothy's Treats est un snack-bar proposant des hot-dogs et des snacks américains sur le thème du cirque.
- Picnic Basket est un snack-bar chinois.

#### Boutiques
- Marvel Mementos est une boutique sur le thème des Super-Héros Marvel.
- Casey Jr. Trinket Train est un stand de souvenirs sur le thème de Casey Junior.
- Scuttle's Shiny Things est un stand de ventes de jouets dans un décor inspiré de La petite sirène.

### Tomorrowland
Tomorrowland est une présentation d'une vision du futur, la décoration est ici moderne grâce à un design qui allie lignes épurées et murs végétaux. Il s'agit du Tomorrowland le plus récent, il est donc le plus proche du futur tel que nous l'imaginons actuellement.

L'entrée principale se fait depuis les Gardens of Imagination, où l'on est accueilli par une structure futuriste argentée représentant une flamme. Ensuite le visiteur arrive sur la place principale, on y trouve la pièce maîtresse de ce land, la canopée de l'attraction Tron Lightcycle Power Run. Il s'agit de montagnes russes de motos basée sur le film Tron : L'Héritage et diffusant de la musique lors du parcours. Cette attraction remplace la traditionnelle attraction Space Mountain normalement présente dans tous les autres royaumes enchantés de Disney. Une autre attraction historique n'est pas non plus présente dans ce Tomorrowland, mais il s'agit ici plutôt d'une évolution de l'attraction Orbitron qui consiste en une tour autour de laquelle tournent des réacteurs dorsaux (jet packs). Une nouvelle attraction centrée sur Buzz l'Éclair, nommée Buzz Lightyear Planet Rescue, est aussi présente dans ce land, il s'agit d'une évolution apportée à l'attraction Buzz Lightyear Laser Blast grâce à l'ajout de nouvelles technologies.

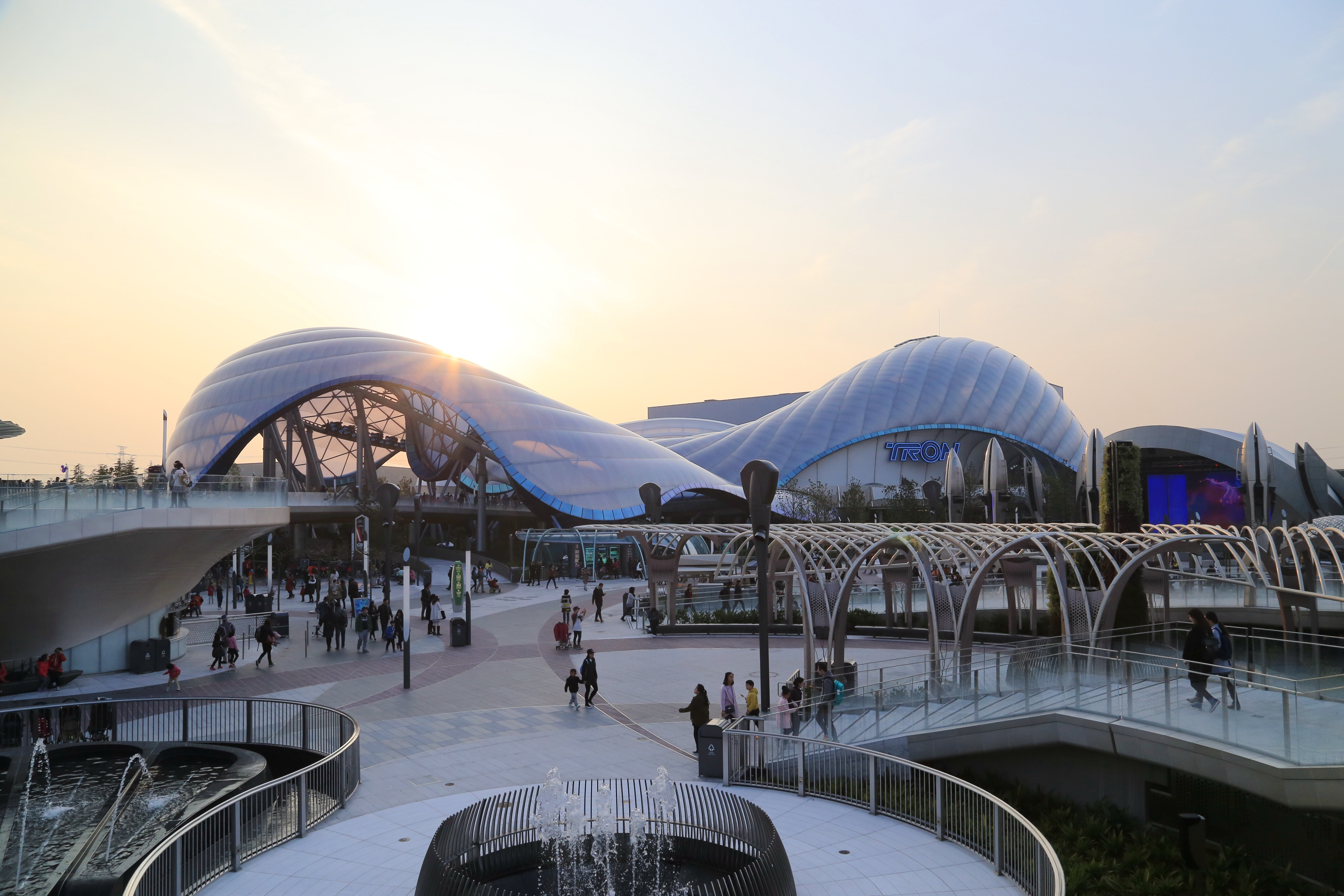
Vue sur Tomorrowland

L'attraction Tron Realm, ouverte quelques mois après celle du parc est un prolongement de Tron Lightcycle Power Run, il s'agit une exposition de concept-car de Chevrolet sur le thème de Tron : L'Héritage. On retrouve aussi dans le land l'attraction Stitch Encounter présente également au Parc Walt Disney Studios de Paris. Pour quitter ce land le visiteur peut retourner aux Gardens of Imagination, mais il peut aussi accéder directement au Disney·Pixar Toy Story Land ainsi qu'a Fantasyland.

#### Attractions
- TRON Lightcycle Power Run est une montagne russe de motos basée sur le film Tron : L'Héritage et diffusant de la musique lors du parcours.
- Buzz Lightyear Planet Rescue est une attraction sur le thème de Toy Story, vous montez à bord d'un wagon et vous utilisez un pistolet tirant des rayons laser pour viser des cibles permettant de marquer des points.
- Jet Packs est une attraction dérivée de l'Astro Orbiter (Orbitron), les fusées sont ici remplacées par des jet packs tournant autour d'une grande sphère métallique. Les véhicules du manège permettent de contrôler la hauteur du véhicule mais sont sans plancher.
- Stitch Encounter est une attraction où le personnage de Stitch interagit avec les spectateurs présents dans la salle. Elle permet de dialoguer en direct avec le personnage animé sur un écran.
- TRON Realm, Chevrolet Digital Challenge permet aux visiteurs à travers trois zones interactives de découvrir l’univers futuriste de TRON et de rencontrer des véhicules novateurs.

#### Rencontre de personnages
- Avengers Training Initiative est une expérience client dont le but est de former les plus jeunes à devenir des Super-héros Marvel.

#### Restaurants
- Stargazer Grill est un restaurant proposant de la nourriture occidentale et asiatique sur le thème de Marvel dans un décor futuriste.
- Spiral Snacks est un snack-bar futuriste chinois.

#### Boutiques
- Power Supplies est une boutique sur le thème de Tron : L'Héritage.
- Intergalactic Imports est une boutique sur thème de l'espace (Buzz l'Eclair, Stitch...)
- The Light Stuff est un stand proposant des articles futuristes.

### Fantasyland
Fantasyland est le plus grand land de ce parc et comporte des zones liées aux Classiques d'animation Disney, ainsi que le château du parc, nommé Enchanted Storybook Castle (trad. litt. Château des Livres de Contes Enchantés), dédié à toutes les princesses Disney. Le land se situe derrière le château, il est accessible depuis les Gardens of Imagination mais aussi par Treasure Cove, Tomorrowland et Disney·Pixar Toy Story Land. Le château est le plus grand de tous les châteaux des Royaumes enchantés, et comporte en son sein un restaurant et une boutique.

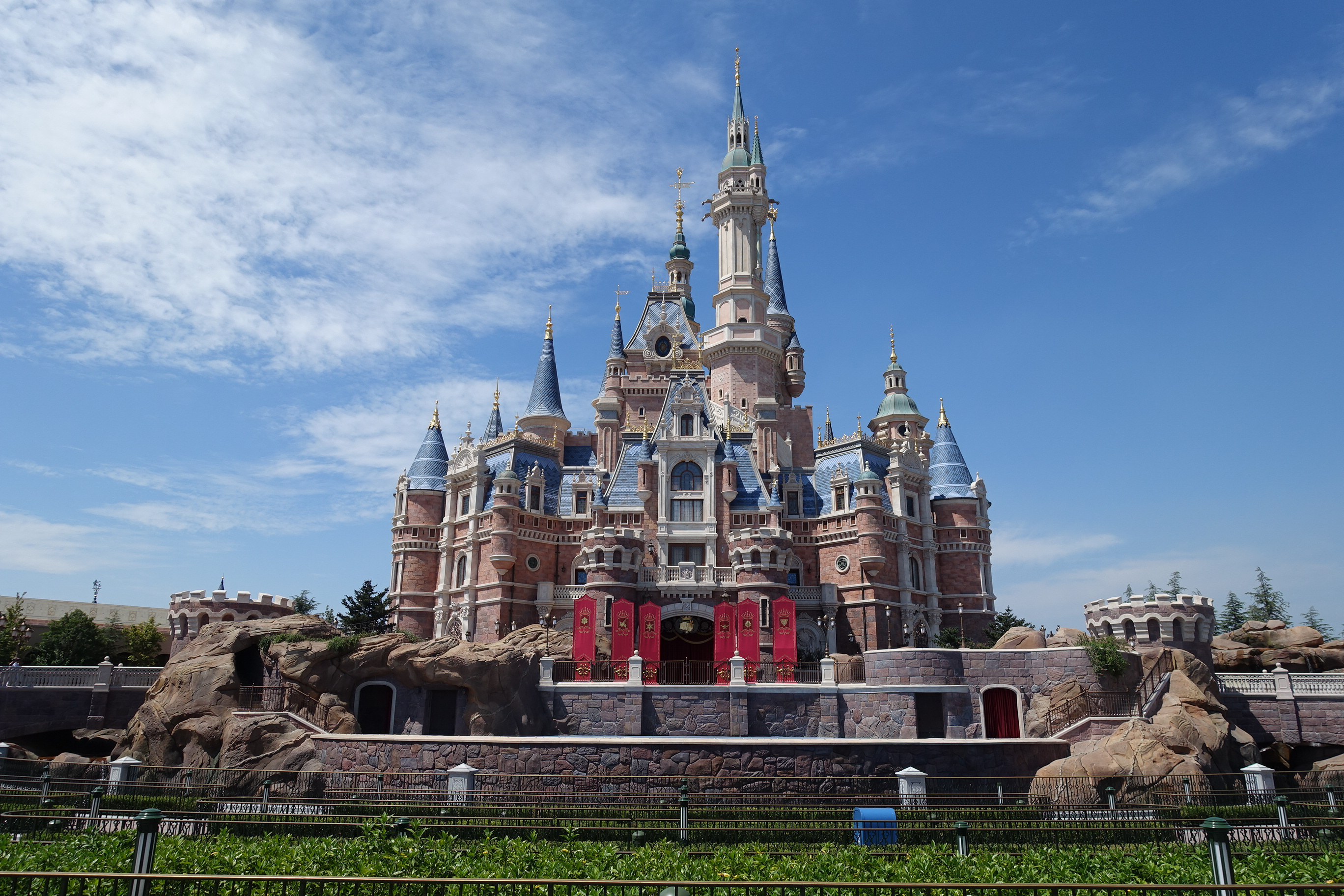
L'Enchanted Storybook Castle

Fantasyland possède un lac en son centre destiné à l'attraction exclusive Voyage to the Crystal Grotto, il s'agit d'un voyage en bateau à travers les différents contes de Disney. Autour de ce lac, on retrouve les attractions emblématiques des parcs Disney Peter Pan’s Flight et Seven Dwarfs Mine Train, mais aussi des exclusivités comme Frozen: A Sing-Along Celebration et “Once Upon a Time” Adventure. Le land possède de plus une zone thématique sur Winnie l'ourson, cela s'explique par sa popularité en Asie. Cette zone comporte une boutique, un restaurant et deux attractions, Many Adventures of Winnie the Pooh et Hunny Pot Spin qui est une déclinaison des tasses à café mais ici avec des pots de miel. À droite du château on trouve Alice in Wonderland Maze, il s'agit d'un labyrinthe inspiré du film de Tim Burton de 2010 et non pas du film de 1951 comme à Disneyland Paris.

#### Attractions
- Seven Dwarfs Mine Train est un parcours de montagnes russes de type train de la mine basé sur Blanche-Neige et les Sept Nains.
- Peter Pan’s Flight vous permet à bord d'un batelet de voyager dans l'univers de Peter Pan à travers un parcours scénique.
- The Many Adventures of Winnie the Pooh est un parcours scénique identique à celui du Magic Kingdom, présentant à bord d'un omnimover le monde de Winnie l'ourson.
- Voyage to the Crystal Grotto permet de découvrir lors d'une croisière en barque, des scènes représentant des personnages Disney grâce à des sculptures et des jardins. La dernière scène se situe dans une salle située sous l'Enchanted Storybook Castle et propose un spectacle de son et lumière.
- Hunny Pot Spin est une attraction qui permet de tournoyer à l'intérieur de pots de miel dans l'univers de Winnie l'Ourson.
- Frozen: A Sing-Along Celebration est un spectacle musical adapté du film La Reine des neiges.
- Enchanted Storybook Castle est le plus grand de tous les châteaux des parcs Disney, et représente les princesses Disney.
- Alice in Wonderland Maze est un jardin basé sur le thème d'Alice au Pays des Merveilles, l'attraction est composé entre autres d'un labyrinthe et d'une grotte.
- “Once Upon a Time” Adventure est une attraction interactive située à l’intérieur de l’Enchanted Storybook Castle sur le thème de Blanche-Neige et les Sept Nains.

#### Rencontre de personnages
- Disney Princesses at Enchanted Storybook Castle propose la rencontre d'une princesse (Blanche Neige, Mulan, Belle, Cendrillon, etc.).

#### Restaurants
- Royal Banquet Hall est un restaurant gastronomique proposant des plats haut de gamme avec des personnages Disney dans un décor royal.
- Pinocchio Village Kitchen est un restaurant proposant de la nourriture italienne, asiatique, occidentale et des snacks sur le thème de Pinocchio.
- Tangled Tree Tavern est un restaurant proposant de la nourriture occidentale, asiatique, chinoise et des snacks dans un décor de taverne anglaise.
- Fairy Godmother's Cupboard est un snack-bar occidental proposant aussi des glaces sur le thème de la Fée Marraine.
- Troubadour Treats est un snack-bar dans un décor occidental au temps du Moyen-Âge.
- Merlin's Magic Recipe est un snack-bar sur le thème de Merlin.

#### Boutiques
- Bibbidi Bobbidi Boutique est une boutique de costume dans un décor royal.
- Mickey & Minnie's Mercantile est une boutique sur le thème de Mickey et Minnie dans un décor inspiré du court métrage The Brave Little Tailor.
- Be Our Guest Boutique est une boutique de souvenirs sur le thème de La belle et la bête.
- Hundred Acre Goods est une boutique de souvenirs sur le thème de Winnie l'Ourson.
- Fantasy Faire est un stand de souvenirs sur les contes Disney.
- Mountainside Treasures est un stand de souvenirs sur le thème de Blanche Neige et les Sept Nains.
- Cottage Curios est un stand de souvenirs sur le thème de La Reine des Neiges.

### Treasure Cove
Treasure Cove est un land exclusif à Shanghai Disneyland. Il a pour décor celui d'une ville portuaire espagnole du XVIIIe siècle située dans les Caraïbes, qui a été capturée par le capitaine Jack Sparrow. Ce nouveau land possède un lac en son centre, il y accueille Explorer Canoes, qui permet de se promener en canoë sur la baie. Dans cette baie on y trouve entre autres l’Île du Crâne, le port de Treasure Cove, les ruines d’un vieux phare et l'Île des Pirates.

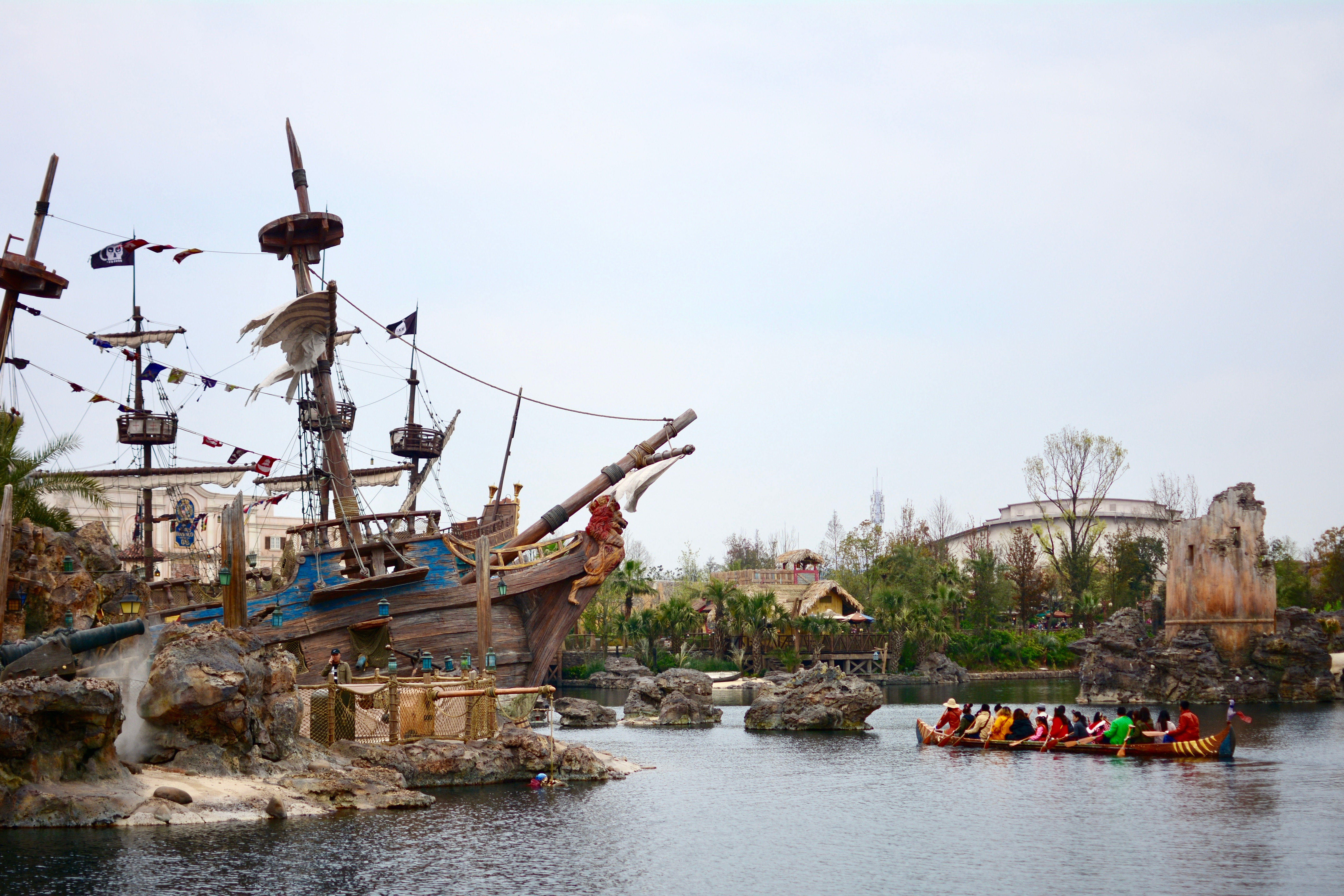
Vue sur la baie de Treasure Cove

Cependant l'attraction phare de ce land est la nouvelle version de Pirates des Caraïbes, intitulée ici Pirates of the Caribbean: Battle for the Sunken Treasure. Il s'agit aussi d'un parcours scénique en barque basé sur les films Pirates des Caraïbes mais comprenant de nouvelles technologies.
Le land propose aussi l'attraction Eye of the Storm : Captain Jack’s Stunt Spectacular, un spectacle de cascades inspiré par Pirates des Caraïbes, et Siren's Revenge, une exploration interactive à bord d'un galion espagnol. Enfin l'attraction Shipwreck Shore est une aire de jeux interactive autour de l'épave d'un bateau français.

#### Attractions
- Pirates of the Caribbean Battle for the Sunken Treasure est un parcours scénique en barques sur le thème des films Pirates des Caraïbes, il s'agit d'une réinvention de l'attraction originelle qui utilise maintenant des nouvelles technologies mais très peu d'audio-animatronics.
- Explorer Canoes propose une balade en canoë autour de l'Île des Pirates pour découvrir la baie de Treasure Cove.
- Eye of the Storm: Captain Jack's Stunt Spectacular est un spectacle de cascades inspiré des films Pirates des Caraïbes
- Siren's Revenge propose une visite interactive et thématique à bord d'un galion espagnol.
- Shipwreck Shore est une aire de jeux interactifs autour de l'épave d'un bateau français.

#### Rencontre de personnages
- Sparrow's Nest vous permet de rencontrer Jack Sparrow de Pirates des Caraïbes.

#### Restaurants
- Barbossa’s Bounty est un restaurant proposant de la nourriture asiatique, chinoise et des snacks sur le thème du capitaine Barbossa de Pirates des Caraïbes.
- Tortuga Treats est un snack-bar inspiré de l'île de la tortue (Tortuga) du film Pirates des Caraïbes spécialisé dans les cuisses de dindes.
- The Snackin’ Kraken est un snack-bar sur le thème du Kraken.
- Pintel & Ragetti's Grub to est un snack-bar asiatique de pirates.

#### Boutiques
- Doubloon Market est une boutique de souvenirs sur le thème du film Pirates des Caraïbes.
- Jolly Gypsy est un stand de souvenirs sur le thème de la piraterie.

### Adventure Isle
Adventure Isle est l'homologue d'Adventureland, présent dans les autres Royaumes enchantés. Car contrairement à ses équivalents, il intègre une histoire commune à toutes les attractions. Cependant une attraction Soaring Over the Horizon, ne fait pas partie de cette arrière-plan scénaristique commun, puisqu'il s'agit d'un simulateur de vol proposant un survol autour du monde de lieux célèbres.

L'histoire d'Adventure Isle s'articule autour du camp de base de la League of Adventurers (« ligue des aventuriers »), implanté dans la jungle, près d'un village de natifs qui accueille des aventuriers depuis la première expédition de la ligue, en 1935. L'attraction Roaring Rapids fait référence à cet arrière-plan car elle consiste pour une équipe d'aventuriers (ici les visiteurs) à mener une expédition qui les emmène vers la montagne avoisinante, où les natifs redoutent qu'une créature mythologique s'y terre. Cette attraction de type river rapids, consiste pour le visiteur à embarquer dans une bouée, et à parcourir une rivière aux nombreux rapides, le tout dans un décor de jungle asiatique.

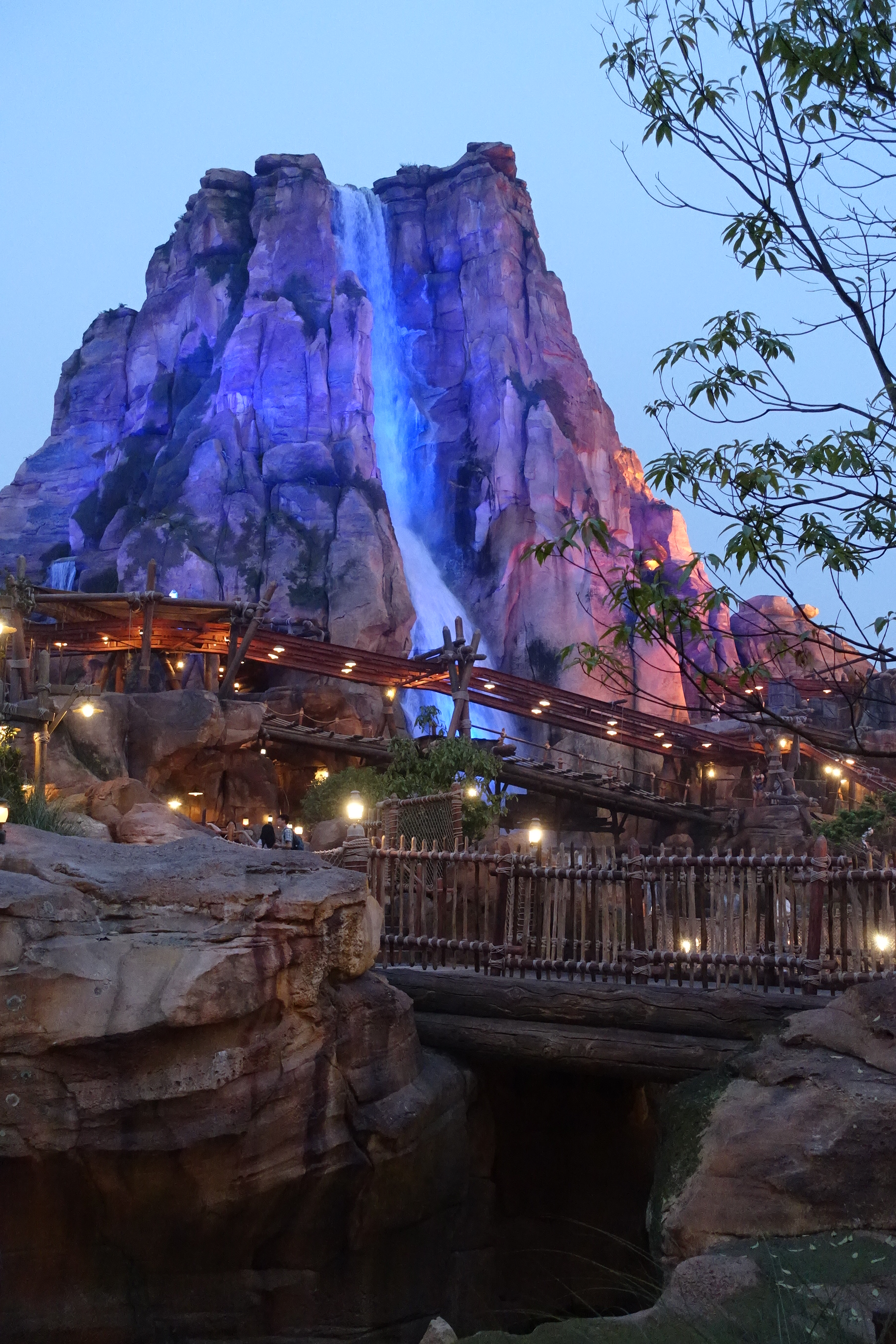
Vue sur la montagne de Camp Discovery

La seconde attraction, Camp Discovery est un parcours acrobatique en hauteur (accrobranche) qui permet aux visiteurs d'explorer une montagne. Cette attraction propose donc de vivre une expédition à travers des ponts de corde, pour découvrir par exemple, l'intérieur d'une grotte dans des falaises ou encore une caverne cachée derrière une cascade.
- Soaring Over the Horizon est simulateur de vol proposant un survol autour du monde de lieux célèbres.
- Roaring Rapids est une attraction de bouée parcourant une rivière aux nombreux rapides, le tout dans un décor de jungle asiatique.
- Camp Discovery est un parcours acrobatique en hauteur (accrobranche) qui permet d'explorer une montagne possédant une cascade à travers différents parcours de ponts de corde.

#### Rencontre de personnages
- Happy Circle vous permet de rencontrer des personnages Disney de la Jungle.

#### Restaurants
- Tribal Table est un restaurant proposant de la cuisine chinoise et internationale dans un décor indigène et tribal.
- Chipmunk Snacks est un snack-bar sur le thème de Tic et Tac.

#### Boutiques
- Chip & Dale’s Trading Post est un stand de souvenirs sur le thème de Tic et Tac.
- Rainbow Frog Trinkets est un stand de souvenirs sur le thème de l'aventure.

### Disney·Pixar Toy Story Land
Disney·Pixar Toy Story Land est une zone thématique inspirée des films Toy Story. Elle reprend le schéma des land déjà présents au Walt Disney Studios Park (Disneyland Paris) et au Hong Kong Disneyland. Ici aussi le visiteur est ramené à la taille d'un jouet, il est pour cela accueilli par une statue géante de Jessie à l'entrée principale du land, côté Tomorrowland, tandis qu'à l'entrée côté Fantasyland, c'est une statue de Woody qui souhaite la bienvenue.

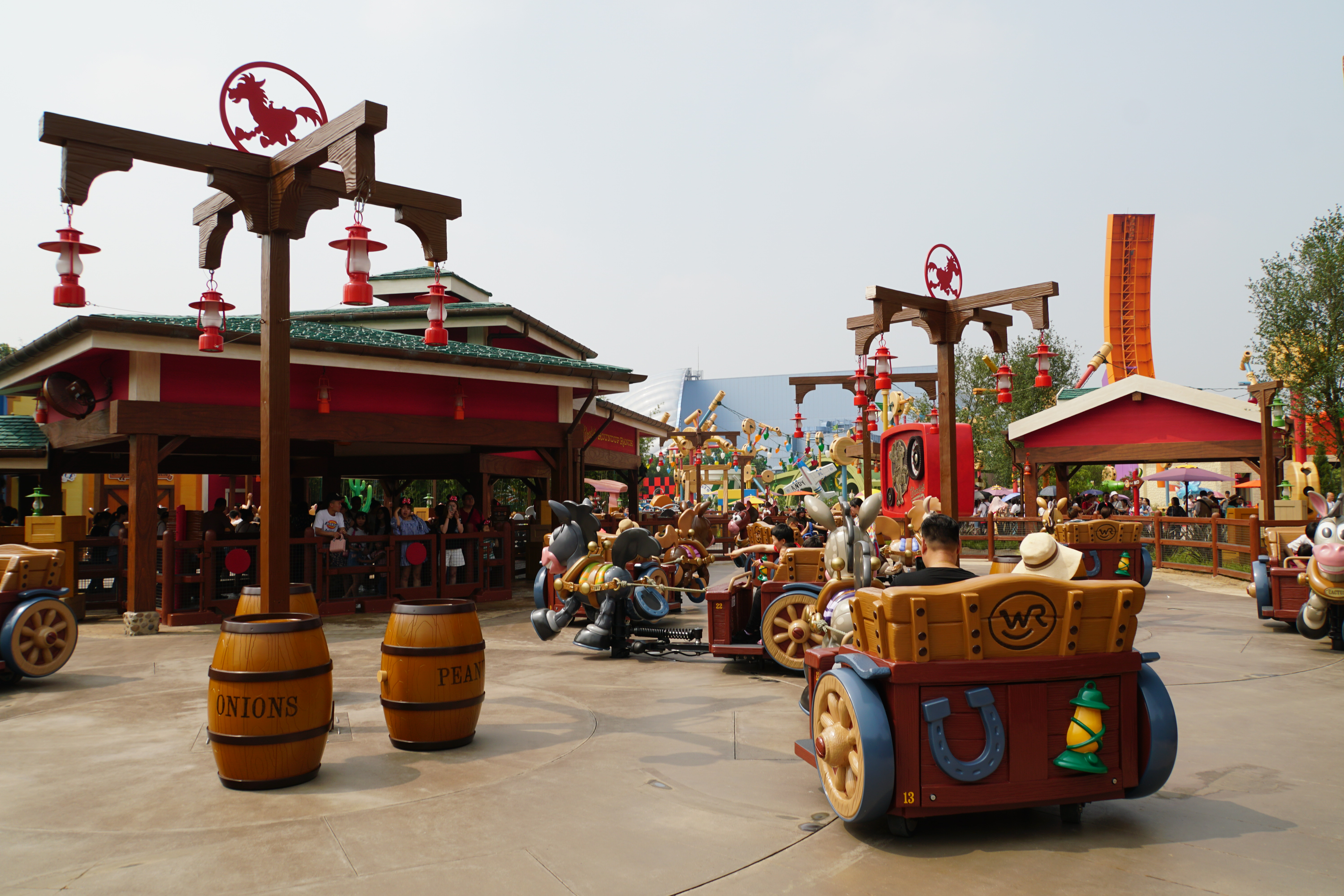
Vue sur Woody’s Roundup

Ce land ne possède réellement qu'une attraction identique aux autres parcs, il s'agit de Slinky Dog Spin, son thème concerne le personnage de Zigzag et est de type Music Express. Cependant l'attraction Rex’s Racer n'est qu'une légère variante de RC Racer, car ici c'est Rex qui commande Karting la voiture télécommandée. Dans la version RC racer des autres parcs, Karting n'est contrôlé par personne et est donc le seul personnage de l'attraction. Ce land possède cependant une nouveauté absente de tous les autres parcs, Woody’s Roundup. Il s'agit d'une attraction de type Whip centré sur le Far West dans l'univers de Woody, on y retrouve entre autres Pile Poil et Jessie.

#### Attractions
- Rex’s Racer est une attraction de type Half Pipe Coaster (circuit en « U »), le visiteur grimpe dans Karting, la voiture télécommandée de Rex et parcourt ce U d'avant en arrière.
- Slinky Dog Spin est une attraction de type Music Express (chenille) proposant un circuit très court et peu mouvementé en reprenant l'esthétique du chien Zigzag.
- Woody’s Roundup est une attraction de type Whip, le visiteur monte dans un chariot tiré par un poney et commence à tourner autour d'un axe sur des musiques de Toy Story.

#### Rencontre de personnages
- The Meeting Post vous permet de rencontrer des personnages de l'univers Toy Story.

#### Restaurant
- Toy Box Café est une aire de restauration proposant divers plats sur le thème de Toy Story.

#### Boutique
- Al's Toy Barn est une boutique de souvenirs sur le thème de Toy Story.

### Zootopia
Zootopia est une zone thématique inaugurée le 20 décembre 2023, et consacrée au film d'animation Zootopie. La reconstitution d'une partie de la métropole de Zootopie et la présence dans la ville de nombreux audio-animatronics permet d'offrir aux visiteurs une immersion dans le film. L'unique attraction de la zone est Zootopia: Hot Pursuit, un parcours scénique équipé de la technologie LPS (Local Positioning System). La zone comprend aussi deux snack-bars, un lieu de rencontre de personnages et une boutique.

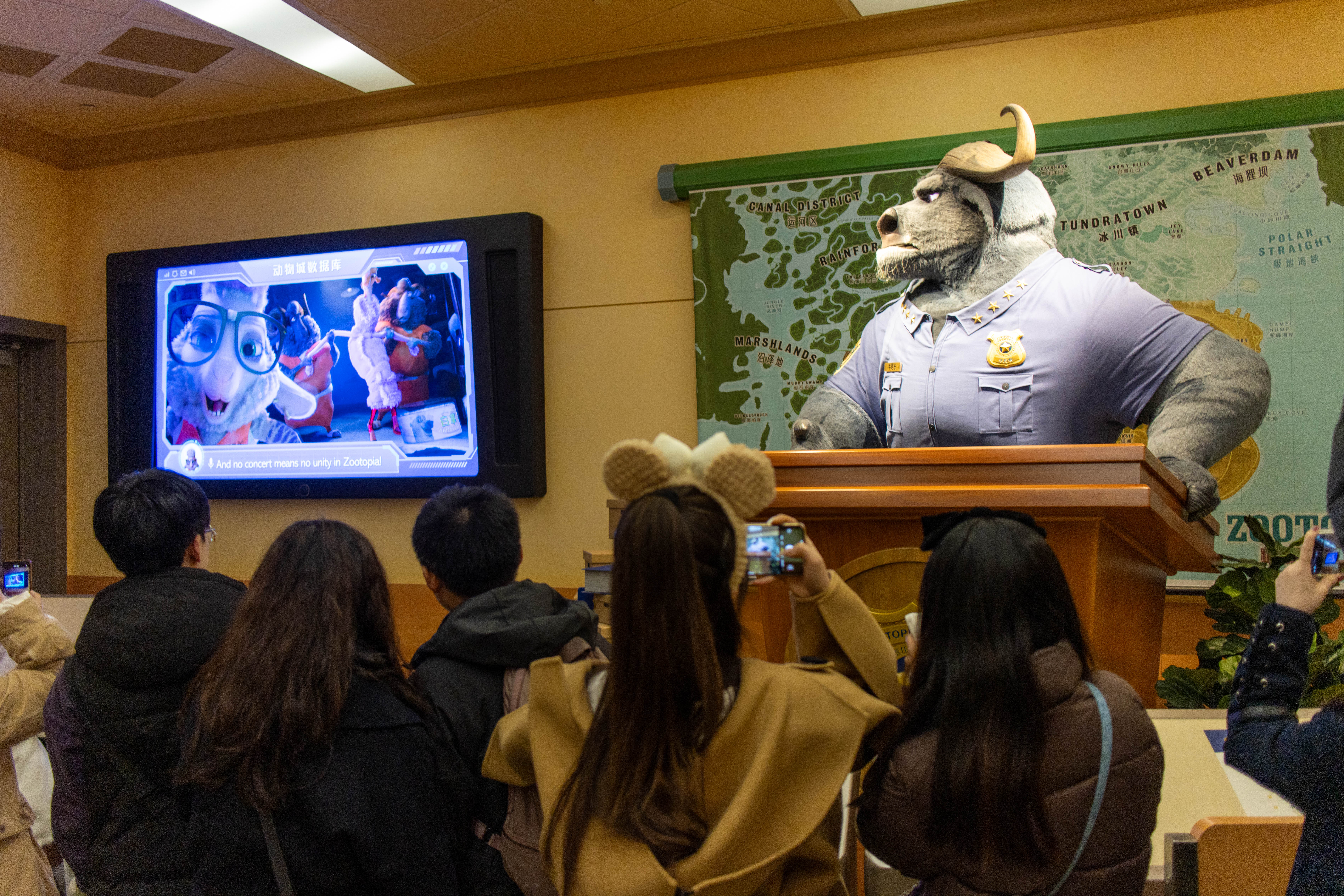
Zootopia: Hot Pursuit

#### Attractions
- Zootopia: Hot Pursuit  est un parcours scénique équipé de la technologie LPS (Local Positioning System). Elle est inspirée du film d'animation Zootopie. Cette attraction plonge les visiteurs dans une course-poursuite en voiture de police dans les différents quartiers de Zootopia en mélangeant décors réels et projections.

#### Rencontre de personnages
- Zootopia Police Department Recruitment Center vous permet de rencontrer Judy et Nick.

#### Restaurants
- Jumbeaux's Cafe est un snack-bar proposant divers encas sucrés sur le thème de Zootopie.
- Zootopia Market est un snack-bar proposant des glaces sur le thème de Zootopie.

#### Boutique
- Fashions by Fru Fru est une boutique de souvenirs sur le thème de Zootopie.

## Fréquentation
Fréquentation annuelle 

11 210 000 (2019)
5 500 000 (2020)
8 480 000 (2021)
5 300 000 (2022)